# Бар-ле-Регюлье
Бар-ле-Регюлье́ (фр. Bard-le-Régulier) — коммуна во Франции, находится в регионе Бургундия. Департамент коммуны — Кот-д’Ор. Входит в состав кантона Льерне. Округ коммуны — Бон.
Код INSEE коммуны — 21046.

## Население
Население коммуны на 2010 год составляло 70 человек.
| 1962 | 1968 | 1975 | 1982 | 1990 | 1999 | 2010 |
| ---- | ---- | ---- | ---- | ---- | ---- | ---- |
| 140  | 142  | 120  | 105  | 90   | 75   | 70   |

## Экономика
В 2010 году среди 42 человек трудоспособного возраста (15—64 лет) 26 были экономически активными, 16 — неактивными (показатель активности — 61,9 %, в 1999 году было 61,5 %). Из 26 активных жителей работали 23 человека (10 мужчин и 13 женщин), безработных было 3 (1 мужчина и 2 женщины). Среди 16 неактивных 2 человека были учениками или студентами, 9 — пенсионерами, 5 были неактивными по другим причинам.